# Serdab
Der Serdab (arabisch سرداب Sirdāb, DMG Sirdāb ‚unterirdisches Gewölbe, Keller‘, altägyptisch: pr-tw.t, „Statuenhaus“) ist Bestandteil vieler Privatgräber der altägyptischen dritten bis sechsten Dynastien. Ähnlich wie die Scheintür sollte er der Sicherung der Fortexistenz des Verstorbenen dienen, indem er hier die Ka-Statue des Grabherrn aufbewahrt, und er ist häufig auch hinter der Scheintür zu finden. Der Serdab ist aber nicht Grundbestandteil der Gräber, sondern nur in Gräbern von (höhergestellten) Verwaltungsbeamten und Angehörigen des Königshauses (Prinzen und Prinzessinnen) zu finden – und er drückt wohl so auch ihre sozialen Stellungen aus.

## Vorkommen

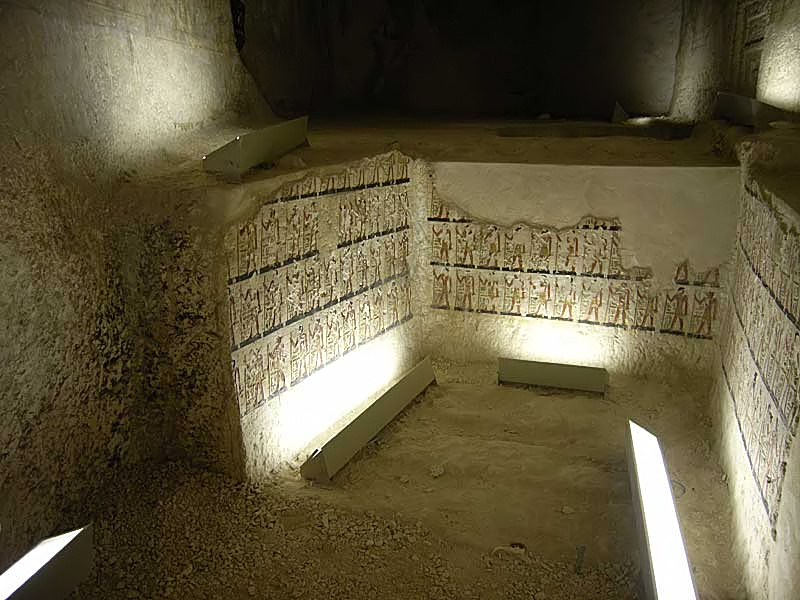
Serdab im Grab A2 des Pepi-anch in Meir

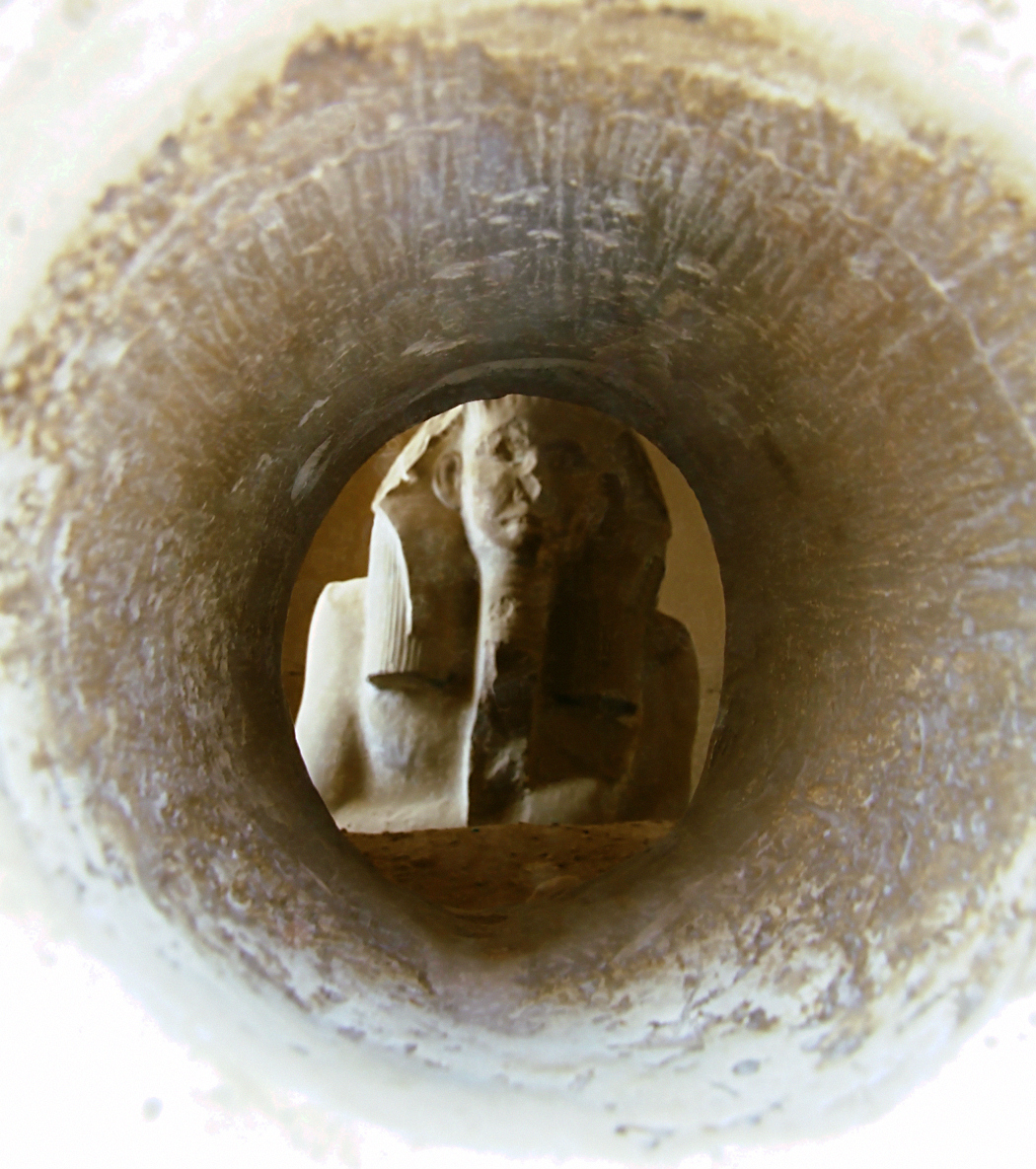
Statuenschrein des Djoser an seiner Pyramide in Sakkara

Den Serdab gibt es nicht in Königsgräbern – von der Ausnahme abgesehen, dass es einen ähnlichen Raum im Nordtempel der Pyramide des Djoser in Sakkara mit seiner heute in Kairo befindlichen Sitzstatue gibt – aber dies ist wohl auch ein Statuenschrein.
Auch wenn der Serdab zumeist in Mastabas Verwendung fand, so ist er ebenfalls in einigen Felsengräbern zu finden. Hauptsächlich ist dieses Grabbestandteil in den Nekropolen von Gizeh (über 400 Gräber) und Sakkara verbreitet, er findet sich aber auch in denen von Abusir, Dahschur, Meidum, Abu Roasch, Deschascha, Meir, Qau al-Kabir, Abydos, Dendera, Elkab, Edfu und Assuan (Qubbet Abu al-Hawa). Allerdings ist die Verbreitung außerhalb der memphitischen Nekropole im Wesentlichen auf die sechste Dynastie beschränkt.

## Beschreibung
Der Serdab ist ein ober- oder unterirdischer, geschlossener Raum innerhalb des Grabes. Lediglich Löcher oder Schlitze im Mauerwerk verbinden den Serdab mit dem Eingangsraum oder mit der Kultkammer, an deren West- oder Südwand er sich befindet. In der Entstehungszeit des Serdabs war er meist noch nicht geplanter integraler Bestandteil des Grabes, sondern wurde angebaut.
Neben Statuen werden im Serdab zuweilen auch Dienerstatuen bei der Lebensmittelzubereitung, Modelle, Stelen, Gefäße und Opfertische und/oder Opferbecken u. a. Gegenstände untergebracht. In der Regel ist der Serdab nicht dekoriert; es gibt nur etwa acht Ausnahmen, die auf die sechste Dynastie beschränkt sind.

## Funktion
Die Löcher oder Schlitze besitzen eine wichtige Funktion: der Ka, die Seele des Verstorbenen, soll durch sie nach außen dringen können bzw. die Statue kann so am Kultgeschehen im Opferraum teilhaben. Der Serdab besitzt somit wohl sowohl eine Schutz- als auch eine Kultfunktion für die Ka-Statue.